# Championnat des Bermudes de football 2000-2001
Navigation
Saison précédente Saison suivante
La saison 2000-2001 du Championnat des Bermudes de football est la trente-huitième édition de la Premier Division, le championnat de première division aux Bermudes. Les huit formations de l'élite sont réunies au sein d'une poule unique où elles s'affrontent deux fois au cours de la saison. À l'issue du championnat, le dernier du classement est relégué tandis que l'avant-dernier doit disputer un barrage de promotion-relégation face au vice-champion de Second Division.
C'est le club de Dandy Town Hornets qui remporte la compétition cette saison après avoir terminé en tête du classement final, avec un seul point d'avance sur North Village Red Devils et trois sur Devonshire Colts. Il s’agit du troisième titre de champion des Bermudes de l'histoire du club.
Pour une raison indéterminée, le club de Vasco Volcanoes est exclu du championnat avant le début de la saison. Il permet aux Southampton Rangers d'être repêché par les instances de la fédération.

## Les clubs participants
- Southampton Rangers
- Dandy Town Hornets
- PHC Zebras
- North Village Red Devils
- Devonshire Cougars - Promu de Second Division
- Devonshire Colts
- Somerset Cricket Club Trojans
- Wolves SC

## Compétition
Le barème de points servant à établir le classement se décompose ainsi :
- Victoire : 3 points
- Match nul : 1 point
- Défaite : 0 point

### Classement
| Rang | Équipe                        | Pts | J  | G | N | P  | Bp | Bc | Diff |
| ---- | ----------------------------- | --- | -- | - | - | -- | -- | -- | ---- |
| 1    | Dandy Town Hornets            | 29  | 14 | 8 | 5 | 1  | 34 | 14 | +20  |
| 2    | North Village Red DevilsC     | 28  | 14 | 8 | 4 | 2  | 31 | 20 | +11  |
| 3    | Devonshire Colts              | 26  | 14 | 7 | 5 | 2  | 27 | 19 | +8   |
| 4    | PHC ZebrasT                   | 17  | 14 | 4 | 5 | 5  | 26 | 27 | -1   |
| 5    | Devonshire CougarsP           | 17  | 14 | 4 | 5 | 5  | 16 | 19 | -3   |
| 6    | Wolves SC                     | 15  | 14 | 3 | 6 | 5  | 21 | 22 | -1   |
| 7    | Somerset Cricket Club Trojans | 15  | 14 | 4 | 3 | 7  | 19 | 24 | -5   |
| 8    | Southampton Rangers           | 4   | 14 | 1 | 1 | 12 | 12 | 41 | -29  |

|  | Champion des Bermudes 2000-2001                                                         |
|  | Participation au barrage de promotion-relégation                                        |
|  | Relégation en Second Division                                                           |
|  | T : Tenant du titre C : Vainqueur de la Coupe des Bermudes P : Promu de Second Division |

### Matchs

#### Barrage de promotion-relégation
Le 7e du championnat, Somerset Cricket Club Trojans, affronte le vice-champion de D2, Ireland Rangers FC, en barrages aller-retour. Les rencontres ont lieu les 28 et 30 mars 2001.
| Équipe 1                      | Résultat | Équipe 2                | Aller | Retour |
| ----------------------------- | -------- | ----------------------- | ----- | ------ |
| Somerset Cricket Club Trojans | 4 - 2    | (D2) Ireland Rangers FC | 2 - 1 | 2 - 1  |

- Les deux formations se maintiennent au sein de leur championnat respectif.

## Bilan de la saison
| Championnat des Bermudes de football 2000-2001 |                               |
| Champion                                       | Dandy Town Hornets (3e titre) |
| Coupes et trophées                             |                               |
| Vainqueur de la Coupe des Bermudes 2000-2001   | North Village Red Devils      |
| Qualifications continentales                   |                               |
| CFU Club Championship 2001                     | Aucun                         |
| Promotions et relégations                      |                               |
| Promus en Premier Division                     | St George's Colts             |
| Relégués en Second Division                    | Southampton Rangers           |